# کوو (آریزونا)
کوو (به انگلیسی: Cove) یک منطقهٔ مسکونی در ایالات متحده آمریکا است که در شهرستان آپاچی، آریزونا واقع شده‌است. کوو ۱٬۹۴۴ متر بالاتر از سطح دریا واقع شده‌است.